# Montain
Montain település Franciaországban, Jura megyében. Lakosainak száma 484 fő (2022. január 1.). Montain Le Louverot, Lavigny, Le Pin és Plainoiseau községekkel határos.

## Népesség
A település népességének változása:
| Lakosok száma | 175  | 308  | 355  | 493  | 514  | 517  | 509  | 490  | 490  | 484  |
|               | 1968 | 1982 | 1990 | 2006 | 2013 | 2015 | 2017 | 2019 | 2020 | 2022 |